# Asplenium ascensionis
Asplenium ascensionis är en svartbräkenväxtart som beskrevs av Watson. Asplenium ascensionis ingår i släktet Asplenium och familjen Aspleniaceae. Inga underarter finns listade.